# Engan Station
Engan Station (Engan stoppested) var en jernbanestation på Dovrebanen, der lå i Oppdal kommune i Norge.
Stationen åbnede som holdeplads 20. september 1921, da banen blev forlænget fra Dombås til Støren. Betjeningen med persontog ophørte 30. maj 1965, og 22. marts 1971 blev stationen nedlagt.
Stationsbygningen blev opført til åbningen efter tegninger af Jens Flor. Bygningen var af den mindste type, der blev benyttet på den nordlige del af den "oprindelige" Dovrebanen (strækningen over Dovre). Tilsvarende bygninger blev opført på stationer som Fagerhaug, Driva, Garli og Snøan. Stationsbygningen i Engan blev revet ned i 1978 og genopført i ændret form på Halsetløkka camping, nord for Oppdals byområde. I Engan står der fortsat en banevogterbolig.